# La senyora
La senyora és una pel·lícula dramàtica espanyola del 1987 dirigida per Jordi Cadena i Casanovas basada en la novel·la d'Antoni Mus i López. Ha estat gravada originalment en català.

## Sinopsi
Per tal de resoldre els problemes econòmics de la família, Teresa és obligada a casar-se amb Nicolau, un home molt més gran que ella. Nicolau, a més té unes obsessions morboses i sotmet la seva esposa a una relació estranya. Nicolau mor i Teresa hereta una considerable fortuna. Aleshores es trallada a una casa al camp, on estableix una relació amb el jove Rafael, de 19 anys, en la qual acaba adquirint el paper i la personalitat de Nicolau.

## Repartiment
- Sílvia Tortosa - Teresa
- Hermann Bonnín - Nicolau
- Fernando Guillén Cuervo - Rafael
- Luis Merlo - Rafael
- Alfred Lucchetti - Sr. Arnau
- Francina Aloy - Sra Lluïsa
- Jeannine Mestre - Aina
- Llàtzer Escarceller - Avi
- Alfonso Guirao - Miquel

## Premis
Als VI Premis de Cinematografia de la Generalitat de Catalunya va rebre el premi al millor director (Jordi Cadena) i per la millor actriu (Sílvia Tortosa).